# Jean Brichaut
Jean Brichaut (Liège, 1911. július 29. – 1962) belga válogatott labdarúgó.
A belga válogatott tagjaként részt vett az 1934-es világbajnokságon.

## Külső hivatkozások
- Jean Brichaut – a FIFA adatbázisában